# Beken of Cowes

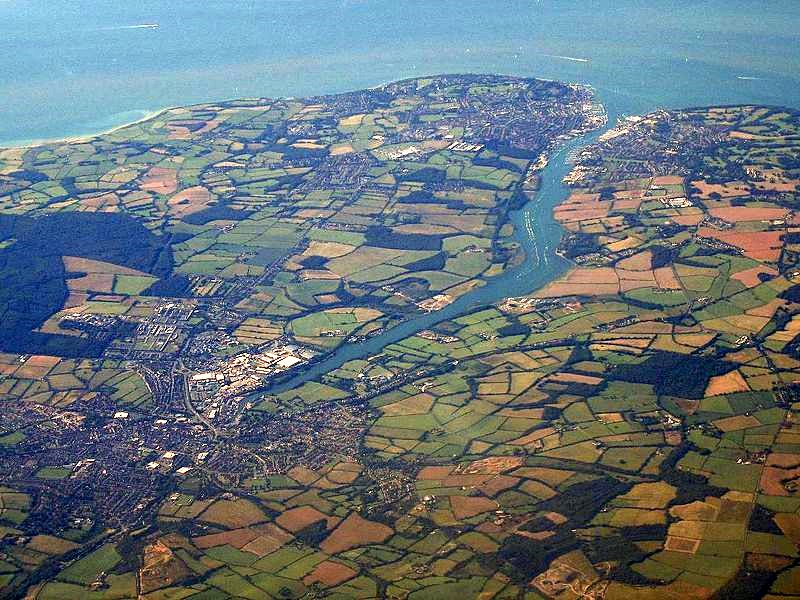
Luchtfoto van Cowes en een deel van de wateren waar de familie Beken werkt.

Met Beken of Cowes wordt de bekende fotografen-familie Beken uit de Britse stad Cowes bedoeld. Al vanaf het einde van de 19e eeuw fotograferen zij jachten zoals zeilschoeners, stoomjachten en later ook moderne jachten op de Solent in een zo kenmerkende stijl. Vooral hun vroege periode, de door Frank Beken gemaakte monochrome platen vanaf zilvergelatine emulsie-glasplaten zoals Richard Maddox het procedé ontwikkelde.

## Geschiedenis
In 1888 vertrok apotheker Alfred Edward Beken (1855-1915) uit Canterbury, Engeland, naar het kanaal-eiland Isle of Wight om in de havenstad Cowes een apotheek te starten.

Al sinds 1826 vonden daar de internationale zeilregatta "Cowes Week" op de Solent plaats, die werd geïnitieerd door de "Royal Yacht Squadron".

## Het begin
Alfred Edward Beken - en vooral zijn zoon, Frank Beken (1880-1970) - begonnen foto’s te maken van boten die daar dicht voorbij hun huis voeren.
De fotocamera’s die men in deze tijd verkrijgen kon, waren niet geschikt voor op het water en bovendien niet erg mobiel vanwege de bediening en hun grootte. Daarom ontwikkelde en bouwde Frank Beken zijn eigen camera, zonder een vochtgevoelige balg. De nieuwe camera bestond uit twee houten kisten. Eén met de optiek, het sluitersysteem en licht-gevoelige 6” x 8" (30 x 40 cm!) glasplaat, en de andere diende als zoeker. Omdat hij de camera en zichzelf in de boot moest vast houden, én tegelijkertijd zijn zoeker moest richten, werd de camera bediend door op een rubberen bal te bijten die hij tussen zijn tanden hield.
Met deze camera kon hij echter slechts één foto maken. Voor elke nieuwe foto moest de lichtgevoelige plaat aan land gewisseld worden.
Mede hierom moest de fotograaf alle ins en outs van de regatta kennen en bovendien op de hoogte zijn van wind en stroming.
Frank Beken roeide zo voor elke foto met een boot de Solent op en maakte daar de opname. Hiervan maakte hij later op zijn slaapkamer een afdruk.
In de Apotheek van Beken “Beken Pharmacy“ werden deze afdrukken vervolgens naast de medicijnen en parfums verkocht.
Vanwege de nabijheid van koningin Victoria's zomerresidentie Osborne House kwamen steeds meer adel langs en kochten bij Beken de foto's van hun jacht.

## De jaren 30 en verder
Vanaf de jaren 30 werd Frank Beken door zijn zoon Keith (1914-2007) begeleid. Keith studeerde chemie, maar in plaats van daar zijn beroep van te maken richtte hij zich eveneens op de fotografie. Dit deed hij door onder andere gebruik te maken van Hasselblad camera's. Hij fotografeerde de legendarische jachten uit de J-klasse en begon in de jaren 50 met kleurenfotografie.
Toen in 1957 de "Royal Ocean Racing Club" begon met de tweejaarlijkse Admiral's Cup en Fastnet Race vanuit Cowes, dienden zich daarmee talrijke redenen aan om hun werkzaamheden voort te zetten. Later reisde Frank Beken met zijn apparatuur naar regatta’s in de Middellandse Zee en de Caraïben.

## Nieuwe tijd
Na het overlijden van Frank Beken, werd de apotheek “Beken & Son” verkocht en trad de fotografie definitief op de voorgrond. Keith Beken werd bijgestaan door zijn zoon Kenneth (*1951) en stichtte begin jaren 70 een nieuw bedrijf genaamd "Beken of Cowes Ltd".
Vanaf dan werden de foto's uitsluitend op het water gemaakt en de naam Beken in de zeilwereld definitief gevestigd. Veel zeilers kennen de foto's van Beken of Cowes, vooral de zwart-witbeelden van klassieke zeiljachten aan het eind van de jaren 30. Keith Beken trok zich midden jaren 90 terug uit de fotografie, nadat hij op 82-jarige leeftijd sensationele foto's van het onderwater duiken van de "Silk II" op de Cowes Week in 1996 had geschoten.
In 1992 kwam Peter Mumford bij Beken of Cowes in dienst en werd in 2001 hun tweede fotograaf. Hij leidde het familiebedrijf in de overgang naar digitale fotografie. Kenneth Beken en Peter Mumford werken nu vanaf twee 40-knoop snelle Boston Whaler boten. Elk jaar voegen ze ongeveer 50.000 opnamen aan hun archief toe.
Frank, Keith en Kenneth hebben elk hun lidmaatschap verdiend bij de Royal Photographic Society. Het bedrijf was/is hofleverancier (Royal Warrant) van Koningin Victoria, George V en Prins Philip.